# Rahova, Prahova
Rahova este un sat în comuna Podenii Noi din județul Prahova, Muntenia, România.